# Sturgeon River (vattendrag i Kanada, Prince Edward Island)
Sturgeon River är ett vattendrag i Kanada.   Det ligger i provinsen Prince Edward Island, i den östra delen av landet, 1 000 km öster om huvudstaden Ottawa.
I omgivningarna runt Sturgeon River växer i huvudsak blandskog.